# Sozialleistungsquote
Die Sozialleistungsquote (in Österreich: Sozialquote) setzt die in einem Sozialbudget anfallenden Sozialleistungen ins Verhältnis zum nominalen Bruttoinlandsprodukt (BIP).

## Berechnung der Sozialquote
Die Sozialleistungsquote wird ermittelt, indem die Sozialleistungen dem BIP gegenübergestellt werden.
{\displaystyle {\mbox{Sozialleistungsquote}}={\frac {\mbox{Sozialleistungen }}{\mbox{Bruttoinlandsprodukt}}}}
Sozialleistungen sind
- Leistungen, die „von öffentlichen und nicht-öffentlichen Stellen für Ehe und Familie, Gesundheit, Beschäftigung, Alter und Hinterbliebene, Folgen politischer Ereignisse, Wohnen, Sparen und als Allgemeine Lebenshilfen aufgewandt werden.“[1]

Aus den nachfolgend genannten Ausgaben des Staates und der öffentlichen und halböffentlichen Institutionen, sind die Sozialleistungen ermittelbar:
- Bereich der Behandlung von Krankheiten, Gesundheitsvorsorge und Invalidität
- Bereich Alter und Hinterbliebene
- Bereich Familien und Kinder
- Bereich Arbeitslosigkeit
- Bereich Wohnen
- Bereich Verwaltungsausgaben
- Bereich Vermeidung sozialer Ausgrenzung
- sonstige Ausgaben

Welche Leistungen als Sozialleistungen einzuordnen sind, wird unterschiedlich beurteilt und unterliegt dem Wandel der Zeit. Seit 2009 werden beispielsweise auch Grundleistungen der privaten Krankenversicherung als Sozialleistungen aufgeführt, steuerliche Freibeträge hingegen nicht mehr als Sozialleistungen erfasst. Realtransfers mit distributivem Charakter sind auch nicht Bestandteil der Sozialausgaben.
Beeinflusst wird die Sozialquote daher statistisch von:
- der Anzahl der Bedürftigen (z. B. Anzahl von Kranken, Arbeitslosen etc.)
- der Höhe der sozialen Absicherung (z. B. Höhe der Sozialgelder und inwiefern medizinische Leistungen übernommen werden)
- der Effizienz des Sozialsystems (z. B. Höhe der Verwaltungskosten und Medikamentenpreise)
- und im Nenner von der Höhe des Bruttoinlandsproduktes (wenn das BIP-Wachstum höher als das Wachstum der Sozialausgaben ist, sinkt die Sozialquote und umgedreht)[2]

## Bedeutung der Sozialleistungsquote
Die Sozialleistungsquote ist in der vergleichenden Wohlfahrtsstaatforschung der am häufigsten verwendete Vergleichsindikator zur Beurteilung der Leistung von Wohlfahrtsstaaten. Die Sozialleistungsquote zeigt, wenngleich in einer allgemeinen und ungenauen Form, wie viel ein Land im Vergleich zur Wirtschaftskraft für soziale Zwecke verwendet. Während die Zahlen zu Ausgaben alleine nicht aussagekräftig für Vergleiche sind, lässt das Verhältnis von Sozialleistungen und dem BIP hingegen Schlussfolgerungen zum sozialen Leistungsniveau zu.
Eine hohe Sozialleistungsquote deutet auf einen Sozialstaat, eine niedrige auf einen kapitalistisch orientierten Staat hin. Die Quote ist als Indikator für den Umfang staatlicher Umverteilung nur bedingt geeignet, da sie sensibel auf eine Veränderung des BIP reagiert. Sozialleistungen sind Ausgaben, die kaum auf konjunkturelle Entwicklungen reagieren (Pensionen, Renten) oder sich antizyklisch verhalten (Arbeitslosengeld). Eine Rezession kann daher dazu führen, dass der prozentuale Anteil von Sozialleistungen am BIP zunimmt. Die Schlussfolgerungen hieraus fallen unterschiedlich aus. So wird etwa die Ansicht vertreten, dass durch höhere Sozialleistungen im Fall der Rezession höhere staatliche Schulden entstehen können, weil das rückläufige BIP weniger Steuereinnahmen generiert.
Auf der anderen Seite wird darauf verwiesen, dass die Sozialleistungsquote nicht allein Belastungen/Ausgaben darstellt. Sozialleistungen bedeuteten auch ökonomische Vorteile, weil die Nutzungsmöglichkeit sozialer Dienste und Einrichtungen bestünde, die bei Inanspruchnahme bezahlt werden müssten. Den Dienstleistern flössen daraus Einkünfte zu, die zum BIP beitrügen. Es sei daher nicht einfach, die Kosten und Nutzen der Sozialleistungen (und somit der Sozialleistungsquote) zu bilanzieren. Auch zu berücksichtigen sei, dass Sozialleistungen eine bedeutende gesellschaftliche Funktion aufwiesen. Die Sozialquote zeige zudem nur den finanziellen Einsatz auf, nicht jedoch zwangsläufig die Wirksamkeit und Qualität einer Sozialpolitik.

## Deutschland
1913 betrug die Sozialleistungsquote in Deutschland 3,1 %, 1938 lag sie bei 6,0 %; für Soziales wendete der Staat im Vergleich zu heutigen Industriestaaten nur wenig auf.
In der Bundesrepublik Deutschland lag die Sozialleistungsquote 1950 bei 19 %. Während noch im Jahre 1960 lediglich 18,3 % des BIP auf Sozialleistungen entfielen, beliefen sich 1975 die Sozialleistungen bereits auf 30,7 % des BIP und hatten damit für lange Zeit ihren Höchststand erreicht. Im Wendejahr 1990 lagen sie – wegen der enormen Steigerung des BIP um 9,1 % – mit 24,1 % nur leicht über dem Niveau der 1970er Jahre, um dann kontinuierlich anzusteigen. 1997 lagen sie wieder bei 29,1 %, um 2003 auf den absoluten Höchststand von 29,8 % zu klettern. Dieser Höchststand erklärt sich jedoch nicht durch steigende Sozialausgaben, sondern dadurch, dass die Bezugsgröße – also das BIP- in Folge der Wirtschafts- und Finanzkrise stark zurückgegangen ist. Geht das BIP zurück, so steigt die Sozialleistungsquote trotz nominal gleichbleibender Ausgaben. Sozialkürzungen, Arbeitsmarktreformen und der wirtschaftliche Aufschwung sorgten dafür, dass 2008 die Sozialleistungsquote bei rund 27 % des BIP lag. 2009 (während der Finanzkrise) stieg der Wert der Sozialleistungsquote auf 30,5 % an, allerdings wurde der Wert auch durch statistische Veränderungen beeinflusst. 2013 betrug die Quote 29,1 %.
Die alten Bundesländer haben eine deutlich geringere Sozialleistungsquote als die neuen Bundesländer. Die alten Länder liegen im Jahr 2003 mit 30,3 Prozent wieder ungefähr auf der Höhe der Jahre vor der Wiedervereinigung (vgl. oben). Die neuen Länder lagen 2002 bei 48,7 Prozent. Ihre Sozialleistungsquote lag 1991 bei 49 Prozent, stieg zuerst 1992 auf 55,5 Prozent, fiel bis 1997 auf 46 Prozent und stieg seitdem bis 2003 wieder auf 49,4 Prozent an.

### Anteil der Sozialleistungs-Empfänger
Während im bundesdeutschen Durchschnitt die Quote der Empfänger von sozialer Mindestsicherung 2012 bei 9 % der Gesamtbevölkerung lag, belegte Berlin mit 19,5 % den Spitzenplatz.
Anfang 2023 wird eine SGB-II-Quote von 8,5 % berichtet.

## Österreich
In Österreich sind die Sozialausgaben 2022 „nach vorläufigen Berechnungen der Statistik Austria gegenüber dem Jahr davor um 1,8 Prozent auf rund 136 Milliarden Euro gestiegen. Da das Wirtschaftswachstum mit einem Plus von zehn Prozent stärker ausfiel, sank die Sozialquote – also der Anteil der Sozialausgaben am nominellen Bruttoinlandsprodukt (BIP) – auf 30,5 Prozent (2021: 32,9 Prozent).“

## EU-Vergleich

Sozialschutzleistungen in Europa 2009

Die Europäische Kommission berechnet die Sozialausgaben nach eigenen Kriterien, weshalb sich zum Teil Abweichungen zu den einzelnen nationalen Berechnungen ergeben können. Im EU-Vergleich ergeben sich nach den Zahlen von 2014 vergleichsweise hohe Sozialleistungsquoten unter anderem in den Ländern Frankreich, Deutschland, Dänemark, den Niederlanden und Schweden, vergleichsweise niedrige Sozialleistungsquoten unter anderem in den Ländern Polen, Lettland, Bulgarien und Irland. Die Sozialleistungsquote in verschiedenen Ländern zu vergleichen ist angesichts unterschiedlicher Sozial- und Gesellschaftssysteme nur eingeschränkt möglich. Unter anderem unterliegen die Sozialleistungen in verschiedenen Ländern unterschiedlicher Besteuerung. Während etwa das Arbeitslosengeld in Deutschland steuerfrei gezahlt wird, unterliegen die entsprechenden Leistungen in den skandinavischen Ländern oder den Niederlanden der normalen Besteuerung. Hierdurch ergeben sich deutliche Unterschiede in der Brutto- und der Nettosozialquote. Wofür die verschiedenen Staaten ihre Leistungen aufwenden, unterscheidet sich je nach Land zum Teil erheblich, allerdings erfolgen die finanziell höchsten Leistungen in allen EU-Ländern insgesamt für die Alterssicherung und das Gesundheitswesen.